# Kostěnice (stacja kolejowa)
Kostěnice – stacja kolejowa w Kostěnicach, w kraju pardubickim, w Czechach. Jest to ważna stacja węzłowa o znaczeniu regionalnym. Znajduje się na wysokości 240 m n.p.m.
Na stacji nie ma możliwości zakupu biletów, a obsługa podróżnych odbywa się w pociągu.

## Linie kolejowe
- 010 Kolín - Česká Třebová